# John Arthur Thomas Robinson
Pour les articles homonymes, voir John Robinson et Robinson.
John A. T. Robinson (Canterbury, 16 mai 1919 - Arncliffe (Yorkshire), 5 décembre 1983) est un historien, spécialiste du Nouveau Testament, doyen émérite du Trinity College, à l'université de Cambridge, exégète et évêque anglican de Woolwich (Angleterre). Il fut un élément majeur dans le courant libéral et le mouvement pour un christianisme d'ouverture et de progrès.

## Biographie
Il défendait des opinions atypiques sur le Suaire de Turin ou sur la priorité de l'évangile selon Jean ou encore, dans son discours à la chambre des Lords contre la censure de L'Amant de lady Chatterley.

## Œuvre
Ces idées traînaient depuis des années chez les penseurs et dans les auditoires des facultés de théologie de Tübingen, Berne ou même Paris. Les développements les plus intéressants de la théologie continentale provenaient des milieux germanophones chez les catholiques comme chez les protestants avec des personnalités comme Jürgen Moltmann, Hans Küng, Karl Barth, Emil Brunner, Rudolf Bultmann et Paul Tillich.

### Honest to God(1963)
Ce livre a fait descendre le débat théologique dans les salons et dans la rue, avec un million d'exemplaires vendus en 4 ans. Le retard à la traduction peut être une cause du retentissement de l'ouvrage de Robinson. Le débat fit les manchettes des journaux, quoique Shaking the foundations (Secouer les fondations) de Tillich ait été traduit sous ce titre dès 1949 et New testament and Mythology de Bultmann dès 1953. On fait semblant de croire que le christianisme va exploser parce que Robinson expose une nouvelle théologie, une nouvelle éthique situationnelle et existentielle.

### Redating the New Testament(1976)
« One of the oddest facts about the New Testament is that what on any showing would appear to be the single most datable and climactic event of the period - the fall of Jerusalem in ad 70, and with it the collapse of institutional Judaism based on the temple - is never once mentioned as a past fact. »
Dans cet ouvrage , « il reprend la thèse que Harnack n'avait pas réussi à imposer en Allemagne en 1911, » en remettant « en question le consensus sur une datation tardive. Il propose des dates bien antérieures : 45-60 pour Marc, 40-60 pour Matthieu, 57-60 pour Luc, 40-65 pour Jean et 57-62 pour les Actes. Il situe l'Épître de Jacques en 47-48, en en faisant ainsi le plus ancien de tous les écrits, et en le situant un siècle plus tôt que d'aucuns ne le pensent. »

### Autres livres
- The New Reformation?  (1965)
- But that I can't believe (1967) { Collin's , Fontana Books }
- In The End God (1969)
- Christian freedom in a permissive society (1970)
- Human Face of God (1973)
- Redating the New Testament  (1976)
- Can we trust the New Testament?  (1977)
- The Priority of John  (?)
- God's Truth: Essays to Commemorate the Twenty-Fifth Anniversary of the Publication of Honest to God avec Eric James
- The Body: A Study in Pauline Theology  (1988)
- Where three ways meet (1988)
- Twelve New Testament Studies
- The roots of a radical
- posthume Thou Who Art: The Concept of the Personality of God (mars 2006)

### Traductions françaises
- Dieu sans Dieu, Nouvelles Editions Latines, 1964 [trad. de Honest to God, 1963]
- Ce que je ne crois pas, Grasset, 1968.
- Re-dater le Nouveau Testament, Paris, Ed. P. Lethielleux, 1987.